# Аројо Гранде (Калифорнија)
Аројо Гранде (енгл. Arroyo Grande) град је у америчкој савезној држави Калифорнија. По попису становништва из 2010. у њему је живело 17.252 становника.

## Демографија
Према попису становништва из 2010. у граду је живело 17.252 становника, што је 1.401 (8,8%) становника више него 2000. године.
| Група             | 2000.          | 2010.          |
| Белци             | 13.109 (82,7%) | 13.266 (76,9%) |
| Афроамериканци    | 99 (0,6%)      | 156 (0,9%)     |
| Азијати           | 489 (3,1%)     | 595 (3,4%)     |
| Хиспаноамериканци | 1.770 (11,2%)  | 2.707 (15,7%)  |
| Укупно            | 15.851         | 17.252         |